# Акронический восход
Акронический восход (от др.-греч. άκρος — «высший; крайний») — последний восход звезды, который происходит после захода солнца.
В процессе годового движения Солнце перемещается среди звёзд прямым движением с запада на восток. Поэтому, если в какой-то начальный момент времени восход звезды происходил после захода солнца, то со временем, по мере приближения Солнца к звезде, время восхода этой звезды будет всё ближе и ближе ко времени захода солнца. Последний восход звезды, который происходит после захода солнца, называется «акроническим». В дальнейшем звезда начинает восходить до захода солнца, посему её восход становится временно ненаблюдаем. На разных широтах акронический восход звезды не обязательно приходится на один день.
Акронические восходы различных небесных светил играли важную роль поддержания правильного счёта дней в различных календарных системах. Так, у Гесиода в его поэме «Труды и дни» можно найти множество ориентиров, привязывающих восходы или заходы небесных объектов к тем или иным календарным сезонам. Например, там есть такие строки:
Строго за этим следи, и до самого нового года

Ночи выравнивай с днями, пока не родит тебе снова

Общая матерь-земля пищевых всевозможных припасов.

Только лишь царственный Зевс шестьдесят после солнцеворота

Зимних отмеряет дней, как выходит с вечерней зарёю

Из океанских священных течений Арктур светоносный

И в продолжение ночи всё время сверкает на небе.